# Angraecoides
Angraecoides es una sección del género Angraecum perteneciente a la familia de las orquídeas.
Contiene  diez u once especies.  Son plantas con una inflorescencia con pedúnculo prominente, normalmente más larga que los entrenudos, cubiertas en la base por 1 o 2 vainas. Las flores son pequeñas de color verde o amarillo-verdoso, raramente blancas. 	

## Especies seleccionadas
Tiene unas diez especies:
- Angraecum chermezoni H.Perrier
- Angraecum clavigerum Ridl.
- Angraecum elliotii Rolfe 1891
- Angraecum moandense Summerh.
- Angraecum sedifolium Schltr. (1925)